# 波茲南事件
波茲南事件（波蘭語：Poznański Czerwiec），又名波兹南抗議或波兹南1956年起義，是歷史上第一次波蘭人民对波兰人民共和国政府的大規模抗議事件。
1956年6月28日要求改善工作條件的罷工，約有十萬人從策傑爾斯基工廠展開到波茲南市中心，遭政府武力鎮壓行動。在此次事件中，至少49人死亡，包括一名13歲的兒童Roman "Romek" Strzałkowski(1943–1956)遭政府軍殺害及239人受傷。這個小孩後來成了波蘭的反极权主义象徵之一。
该事件反映出波兰人对苏联控制和苏联模式的不满情緒。
社會主義陣營自蘇共二十大以後的第一波自由民主浪潮有幾個代表性事件。除了1956年的波茲南事件和匈牙利革命，還有中華人民共和國的大鳴大放（又名五七之春）。

## 起因
自1948年起，波蘭的經濟改革採苏联史達林的集體化模式過度地將決策集中，使庞大的官僚机构未能處理許多實質問題，致使資源及人力管理方面出現諸多問題，並於1956年引發政治革命：1956年在波蘭的史達林神話崩盤，而波兹南事件加速扭轉了波蘭公眾討論的調性，批評史達林模式的不當。

## 經過

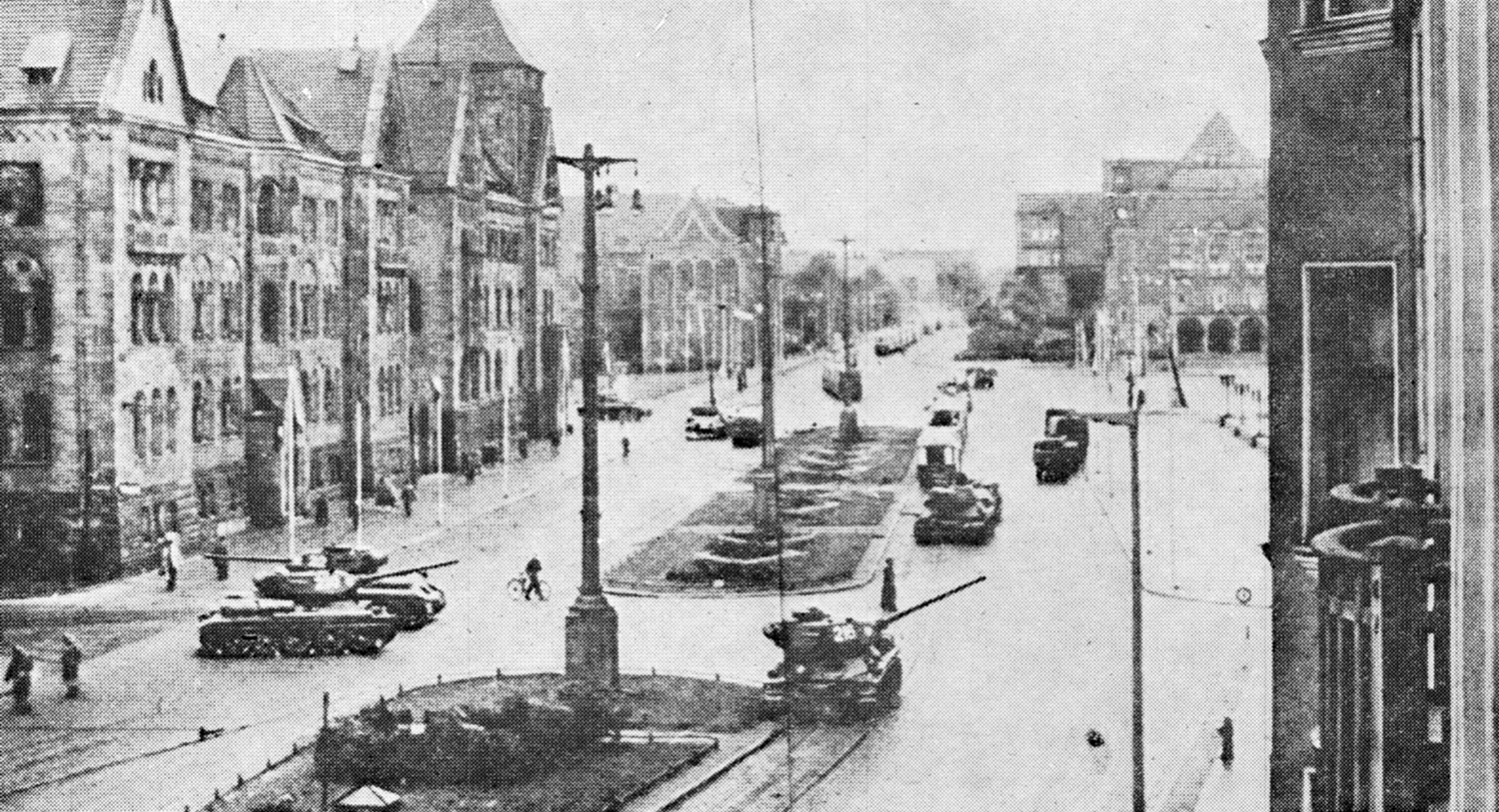
波茲南中心，空曠的约瑟夫·斯大林广场上的坦克

1956年6月28日，波兹南策傑爾斯基工廠的約16000名工人聚集起來，進行示威遊行，向政府要求更好的待遇和較低的稅賦，他們另外還派了一位代表去華沙向政府說項，然而因為傳言代表遭到當局的逮捕，於是示威演變成了暴動，暴動的群眾來到了當地秘密警察總部附近，並且放火燒了該建築，政府為了阻止暴動，出動了400輛坦克和10000名士兵，當天晚上，暴動方告平息。军事镇压由波兰裔苏联将军、时任波兰国防部部长康斯坦丁·康斯坦丁诺维奇·罗科索夫斯基指挥。

## 影響
暴動平息後，雖然政府當局宣稱暴民是受到西方國家人士的挑釁，才會採取這些行動，但是也採取了一些措施以安撫民心，不過後來波蘭人民共和國又發生了數次工人罷工的事件。

### 1956年事件纪念碑

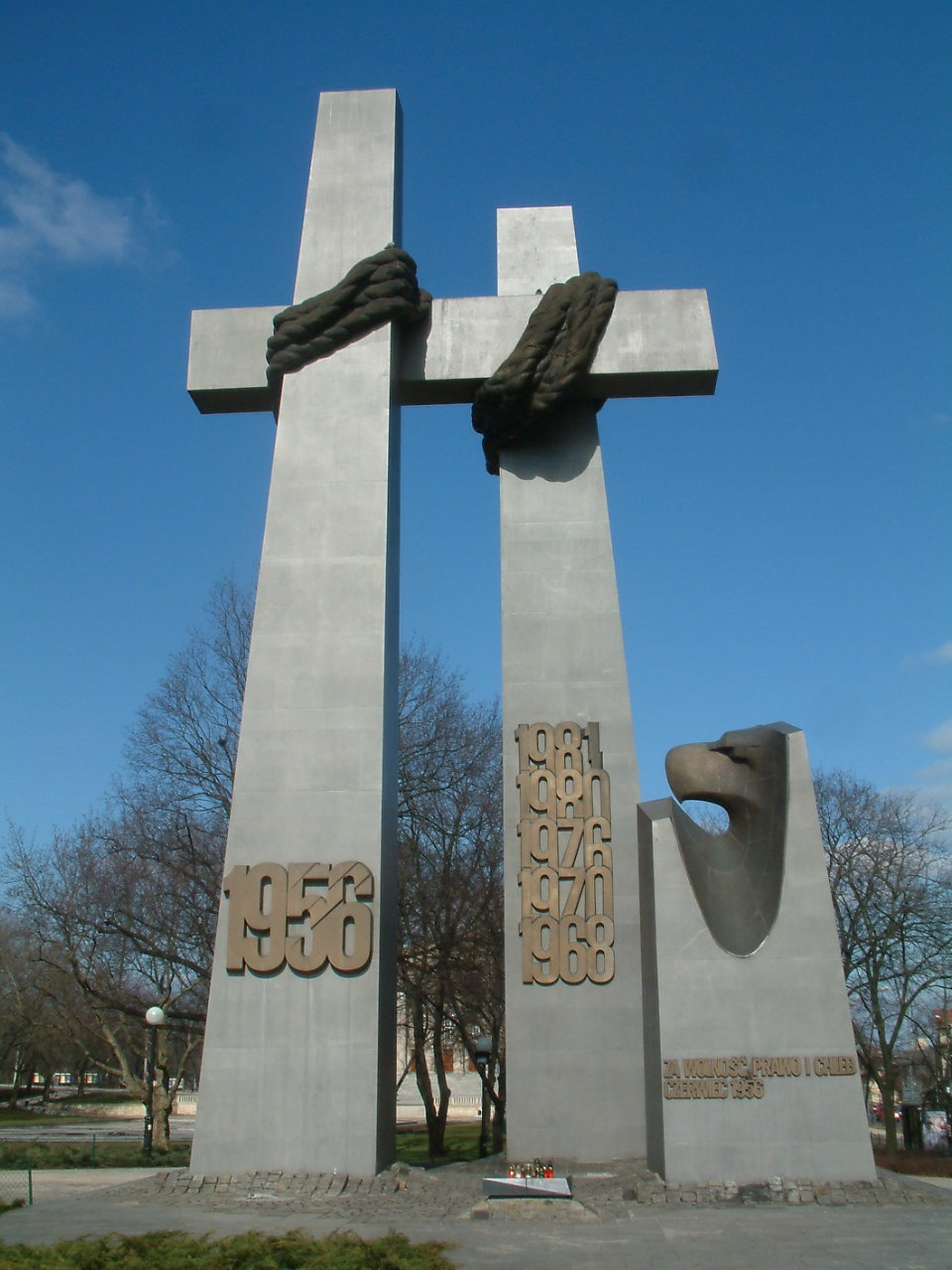
波兹南事件紀念碑

由两個較高的十字架和一矮柱体组成（亦称双十字架纪念碑），1956年事件纪念碑上没有碑文只有数字。第一個位於外的十字架下端有“1956”四个字，位於內的第二個十字架則有多組數字，分别是1968、1970、1976、1980、1981（从下往上）。矮柱顶端為鹰头造型，其下有波兰文：1956年事件纪念碑。